# 通州西门
39°54′15″N 116°38′18″E / 39.904206°N 116.638361°E

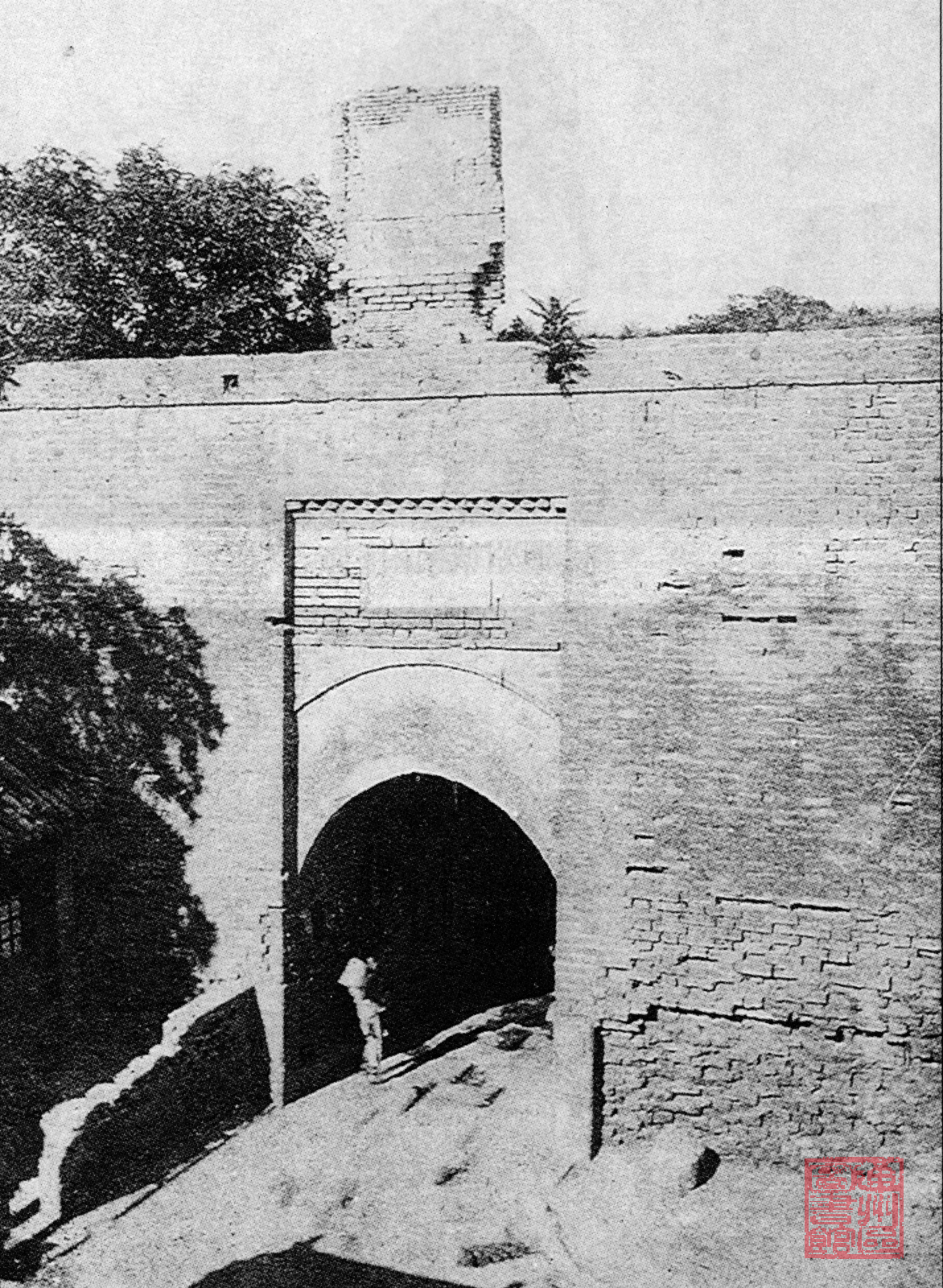
通州西門

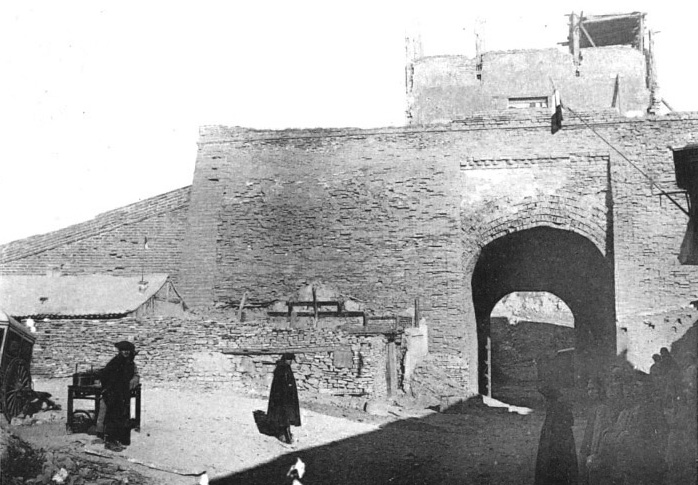
1900-01年间的西门

通州西门是通州新城城墙中的西门，位于今中山大街与通惠南路交叉口，现已拆除。城门题为尺五瞻天，“尺五”意思是只有一尺五寸，离高处距离近；“天”除了天空，也有君王的意思。通州西门是通州的城门中离北京城最近的一个，雍正七年、八年曾在城门内外铺设石板路，城内是新城大街；城外向东直抵朝阳门，现称为朝阳路。
通州新城是正统十四年（1449年）开始依着旧城西墙修建的，旧城原有西门，题为朝天。乾隆三十年（1765年），旧城西墙拆除，舊城西門廢棄，在内建立伏魔大帝宫。

## 诗词
明·王世贞《通州署中杂兴四首·其二》：
隠隠鸣笳万木秋，聊从骋望一登楼。

野夫独坐且青眼，何物穷途能白头。

睥睨西山寒塞色，帆樯北斗挂河流。

谁言尺五瞻天处，极目浮云迥自愁。

## 周边
- 赶驴桥：在西门内。现不存。
- 万达广场：在通州西门以西，2014年11月29日开业。之前，这里是西门市场。
- 天成巷：在西门外的道路曾稱爲天成巷，淸光緖五年（1879年）刊本《通州志》記載，历年冬僧人募资施粥[5]。现不存。
- 觀音寺：明天顺甲申（1461年）僧汝贞在旧址旁募捐建立。弘治丁巳（1497年）督仓监杜龄恢拓[6]。现不存。
- 太平寺：在通州新城西门外，元至正时重修[7]。现不存。
- 公交站：通州西门路口西、通州西门路口北（怡家家园）、通州西门路口南。

|  | 通州 新城 北門 南門 新城南門 西門 東門 北極閣 文昌閣 敵樓 舊敵樓 鼓樓 文殊塔 南溪閘 減水閘 通流閘 新城大街 西大街 北大街 东大街 南关大街 南大街 西顺城街 天成巷 帥府街 東關大街 十字街 大、小紅牌樓胡同 新街下坡胡同 新街口 西倉 南倉 中倉 馬家胡同 熊家胡同 四眼井胡同 史家胡同 白將胡同 大条胡同 二条 三条胡同 小燒酒胡同 半截胡同 大燒酒胡同 中倉胡同 倉溝 史家胡同 石板胡同 如意胡同 蔡家胡同 教子胡同 東塔胡同 前剪子巷 后剪子巷 豆腐巷 八里橋 通利橋 哈叭橋 善人橋 臥虎橋 吾党橋 東水關 南水關 東海 西海 葫蘆頭 石壩 土壩 北運河 通州衛 理事廳 倉場署 刑錢府 江蘇局 浙江局 貢院 後營 東營房 西營房胡同 定邊衛 北後街 南街 黃亭 聖教寺 慈航寺 靜安寺 觀昌寺 文廟 武聖廟 大關廟 龍王觀 三官廟 萬壽宫 碧霞宫 射園 北果市 牛市口 魚市 糧食市 江米店 東柵欄口 西柵欄口 玉带河 |
|  | 光緒《通州志》中的“城池圖” |